# 広島県立世羅高等学校
広島県立世羅高等学校（ひろしまけんりつ せらこうとうがっこう）は、広島県世羅郡世羅町に所在する県立高等学校。

## 概要
歴史
1896年（明治29年）創立の私塾を起源とする旧制中学校と、1897年（明治30年）創立の私立裁縫学校を起源とする高等女学校を前身とする。それぞれ1948年（昭和23年）の学制改革により新制高等学校となった。翌1949年（昭和24年）には両校が統合され男女共学を開始。2016年（平成28年）に創立120周年を迎えた。
設置課程・学科
全日制課程
- 普通科
- 農業経営科
- 生活福祉科

校訓
「文武不岐」
世羅三訓
- 「挨拶励行」
- 「時間厳守」
- 「整理整頓」

校章
1950年（昭和25年）に制定。図案は毛利保吉による。蘭の花弁に学問を表すペン先を組み合わせたデザインとなっている。
校歌
1950年（昭和25年）に制定。作詞は横田正之、作曲は向井哲による。歌詞は3番まであり、1番の歌詞中に校名の「世羅」が登場する。
進学
2006年度から広島県教育委員会より進学指導重点校に指定された県内15校のうちの1つである。
駅伝
駅伝の強豪校として知られる。毎年12月に京都で開催される全国高校駅伝大会では、男子は全国高校最多10回の優勝を誇り、女子も2度優勝している。詳細は#部活動参照。
姉妹校
ケニアや台湾の高校と姉妹校提携を結び、旧制世羅中時代から多くの台湾人を受け入れている。
-  台湾大同高級中学（台湾）
-  ソートン・ドノバンスクール（アメリカ合衆国ニューヨーク州）

## 沿革
旧制中学校
- 1896年（明治29年）9月22日 - 千葉三郎[2]によって私塾「甲西会」が創設される。（創立年）
- 1900年（明治33年）4月 - 「皎世館」に改称。
- 1920年（大正9年）- 郡移管により、「世羅郡立高等補習学校」となる。
- 1923年（大正12年）4月1日 - 「世羅郡十三ヶ町村組合立世羅中学校」と改称。
- 1926年（大正15年）4月1日 - 県立移管により、「広島県立世羅中学校」と改称。
  - 修業年限を5年（現在の中1から高2に相当）、入学資格を尋常小学校を卒業した12歳以上の男子とする。
- 1941年（昭和16年）4月1日 - 国民学校令の施行により、入学資格を国民学校初等科を修了した12歳以上の男子とする。
- 1943年（昭和18年）4月1日 - 中等学校令の施行により、この時の入学生から修業年限が4年となる。
- 1944年（昭和19年）- 教育ニ関スル戦時非常措置方策により、中等学校令施行以前に入学した生徒にも修業年限4年が適用されるようになる。
- 1945年（昭和20年）3月 - 修業年限の短縮（5年から4年）により、1940年入学の5年生と1941年入学の4年生の合同卒業式を挙行。
- 1946年（昭和21年）4月 - 終戦により、修業年限が5年となる（ただし4年修了時点で卒業することもできた）。
- 1947年（昭和22年）4月1日 - 学制改革（六・三制）が行われる。
  - 旧制中学校としての募集を停止。
  - 新制中学校を併設し（以下・併設中学校）、旧制中学校1・2年修了者を新制中学校2・3年生として収容。
  - 併設中学校は経過措置としてあくまで暫定的に設置されたため、新たに生徒募集は行われず、在校生が2・3年生のみの中学校であった。
  - 旧制中学校3・4年修了者はそのまま旧制中学校4・5年生として在籍した（ただし4年修了時点で卒業することもできた）。
- 1948年（昭和23年）
  - 5月3日 - 学制改革により、旧制中学校が廃止され、新制高等学校「広島県世羅高等学校」が発足。この時点では男子校であった。
    - 旧制中学卒業者（5年修了者）を新制高校3年生、旧制中学4年修了者を新制高校2年生、併設中学卒業者（3年修了者）を新制高校1年生として収容。
    - 併設中学校が1946年（昭和21年）に旧制中学校へ最後に入学した3年生のみとなる。

  - 9月1日 - 定時制 神田分校を設置。
- 1949年（昭和24年）3月31日 - 併設中学校を廃止。

高等女学校
- 1897年（明治30年）4月1日 - 多田道子により世羅郡甲山町に「私立裁縫所」が創設される。
- 1904年（明治37年）4月1日 - 「世羅郡女子実業学校」に改称。
- 1911年（明治44年）4月1日 - 「世羅郡立世羅女学校」に改称。
- 1921年（大正10年）4月1日 - 県立移管により、「広島県世羅高等女学校」に改称。
- 1923年（大正12年）4月1日 - 「広島県立甲山高等女学校」に改称。
- 1946年（昭和21年）4月 - 終戦により、修業年限が5年となる（ただし4年修了時点で卒業することもできた）。
- 1947年（昭和22年）4月1日 - 学制改革（六・三制）が行われる。
  - 高等女学校としての募集を停止。
  - 新制中学校を併設し（以下・併設中学校）、高等女学校1・2年修了者を新制中学校2・3年生として収容。
  - 併設中学校は経過措置としてあくまで暫定的に設置されたため、新たに生徒募集は行われず、在校生が2・3年生のみの中学校であった。
  - 高等女学校3・4年修了者はそのまま高等女学校4・5年生として在籍した（ただし4年修了時点で卒業することもできた）。
- 1948年（昭和23年）
  - 5月3日 - 学制改革により、高等女学校が廃止され、新制高等学校「広島県甲山高等学校」が発足。この時点では女子校であった。
    - 高等女学校卒業者（5年修了者）を新制高校3年生、高等女学校4年修了者を新制高校2年生、併設中学卒業者（3年修了者）を新制高校1年生として収容。
    - 併設中学校が1946年（昭和21年）に高等女学校へ最後に入学した3年生のみとなる。

  - 9月1日 - 定時制分校2校（小国分校・吉川分校）を設置。
- 1949年（昭和24年）
  - 3月31日 - 併設中学校を廃止。
  - 4月3日 - 小国分校と吉川分校を統合し、「吉川分校」とする。

新制高等学校（男女共学）
- 1949年（昭和24年）
  - 4月30日 - 高校三原則に基づく公立高等学校の再編が行われる。
    - 男子校の世羅高等学校と女子校の甲山高等学校が統合され、男女共学の「広島県世羅高等学校」が発足。通常制（後の全日制）普通課程と生活課程を設置。
    - 旧2校から神田分校と吉川分校の2分校を継承。
- 1950年（昭和25年）3月 - 農業課程を設置。
- 1952年（昭和27年）3月 - 定時制（夜間部）普通課程を設置。
- 1962年（昭和37年）4月1日 - 吉川分校と広島県塩町高等学校三和分校が統合され、「三和分校」となる。
  - 校舎および校地は旧・吉川分校のものを継承。定時制の募集を停止し、通常制普通課程・家庭課程（家政科）・農業課程を設置。
- 1963年（昭和38年）
  - 4月1日 - 農業課程に農業機械科を設置。
    - 神田分校が広島県本郷工業高等学校豊田分校と統合され、「大和分校」となる。旧豊田分校を「大和分校豊田分教場」、旧神田分校を「大和分校神田分教場」とする。

  - 9月1日 - 大和分校豊田分教場が大和町立豊北中学校の旧校舎に移転。
- 1964年（昭和39年）4月1日 - 大和分校の新校舎が大和町大具に完成し移転を完了。分教場2ヶ所を廃止。
- 1965年（昭和40年）4月1日 - 大和分校の定時制の募集を停止し、全日制課程を設置。1年修了者を全日制に転籍、2・3年修了者は定時制の在籍とする。
- 1968年（昭和43年）
  - 3月 - 本館の改築が完了。
  - 10月1日 - 「広島県立世羅高等学校」（現校名）と改称（県の後に「立」が付される）。
- 1970年（昭和45年）3月 - 体育館兼講堂が完成。
- 1972年（昭和47年）4月 - 三和分校農業科の募集を停止。本校定時制課程の募集を停止。
- 1973年（昭和48年）4月1日 - 農業科の募集を停止し、農業開発科を設置。三和分校が分離し広島県立三和高等学校として独立。
- 1974年（昭和49年）
  - 4月1日 - 大和分校家政科の募集を停止。
  - 10月10日 - 特別教室棟が完成。
- 1975年（昭和50年）3月31日 - 定時制課程を廃止。
- 1977年（昭和52年）1月 - 創立80周年を記念して同窓会館が完成。
- 1981年（昭和56年）4月1日 - 大和分校が分離し、広島県立大和高等学校として独立。
- 1982年（昭和57年）3月 - 寄宿舎を新築。
- 1988年（昭和63年）3月 - 格技場が完成。
- 1990年（平成2年）3月 - クラブハウスが完成。
- 1993年（平成5年）4月1日 - 家政科・農業開発科・農業機械科の募集を廃止し、生活福祉科・環境科学科・生産情報科を設置。
- 1996年（平成8年）6月 - 創立100周年記念式典を挙行。
- 1999年（平成11年） - 国旗・国歌に関する事件が発生。
- 2001年（平成13年）4月1日 - 45分・7時間授業の導入。
- 2002年（平成14年）
  - 4月1日 - 総合選択制・2学期制を導入。
  - 8月 - 多目的教室が完成。
- 2006年（平成18年）
  - 10月 - 体育館が完成。
  - 11月10日 - 創立110周年を祝って、台湾人卒業生で作る台湾同好会会長陳恒盛が、台湾桜の苗木6本を植樹。
- 2007年（平成19年）4月1日 - 広島県立三和高等学校を統合。
- 2010年（平成22年）
  - 1月11日 -  ソートン・ドノバンスクール（アメリカ合衆国ニューヨーク州）と姉妹校協定を締結。
  - 4月1日 - 環境科学科と生産情報科の募集を停止し、農業経営科を設置。
- 2012年（平成24年）
  - 3月31日 - 環境科学科と生産情報科を廃止。
  - 4月1日 - 広島県立大和高等学校を統合。

## 部活動
陸上競技部は、駅伝競走でその名が全国に知られており、全国高等学校駅伝競走大会の第1回（1950年）、2回（1951年）大会を連覇するなど、「高校駅伝の草分け」として知られ、かつては小林、中京とともに「高校駅伝御三家」と呼ばれた。1980年代後半～2000年代前半は低迷したが、2000年代中盤以降は海外からの留学生の活躍もあって息を吹き返し、出場50回（全国3位）、優勝11回（全国高校最多）、入賞37回（全国高校最多）の実績をもつ（2021年現在、詳細は全国高校駅伝の記録一覧）。令和2年の優勝で、昭和・平成・令和と三つの時代でタイトルを獲得した。陸上競技マガジンによる「過去の入賞を集計した得点ランキング」では全国トップである。
2002年からケニアからの留学生を獲得し、「国際交流」という建前で駅伝部の強化を行っており、同ケニア人留学生らも全国高校駅伝で活躍している。2015年と2020年には、男女共に全国高校駅伝大会で優勝した。2度のアベック優勝も、仙台育英学園高等学校とともに最多タイである。
- 放送部
- 応援団
- 吹奏楽部
- 陸上競技部
- 硬式野球部
- 空手道部
- バレーボール部
- 卓球部
- ソフトテニス部
- サッカー部
- バスケットボール部
- 剣道部
- ソフトボール部
- 文芸部
- 演劇部
- 書道部
- 美術部
- 科学部
- ESS
- 写真部

## 著名な出身者
- 小島敏文
- 真野房子
- 坂口泰
- 三浦学
- 原晋
- 神浦元彰
- 田中卓志
- 服部孝宏
- 鎧坂哲哉
- ビダン・カロキ
- 藤川拓也
- 谷敷正雄
- 麓みどり
- 吉田圭太
- 塩出翔太
- 中野翔太

## 交通
最寄りのバス停留所
- 中国バス 「世羅高校前」バス停

最寄りの幹線道路
- 国道184号
- 国道432号

## 国旗・国歌に関する事件及び「韓国謝罪旅行」

### 国旗・国歌に関する事件
- 1999年（平成11年）2月28日、当時の校長石川敏浩が自宅で自殺する事件が起こった。その前日までに同年度卒業式における君が代斉唱や日章旗掲揚の実施について同校教職員と揉めていたからである[16][注 2]。後日発見された遺書には、「何が正しいかわからない、自分の管理能力がないことかもしれないけれども、選ぶ道はどこにも見当たらない」と記述されていた[17]。
- 同自殺事件の翌日、関係者一同沈痛な雰囲気で同校卒業式が挙行されたが、結局君が代斉唱は為されなかった[18][注 3]。
- 同自殺事件は、同年8月に『国旗及び国歌に関する法律』（国旗国歌法）が成立するきっかけとなった。また、地方公務員災害補償基金広島県支部は、校長の自殺を教職員の執拗な抵抗に追い込められたことが要因であるとし、2006年に公務災害に認定した[19]。

### 韓国への謝罪修学旅行報道
1999年（平成11年）3月5日、韓国日報が「“キミガヨ”で悩みの校長の教え子たち」「5年前からタップコル公園で“謝罪の参拝”」という見出しをうち、世羅高校の生徒達が「（韓国・ソウルにある）タップコル公園の3.1 (独立) 運動記念塔前でひざを折り、頭を垂れている」という写真を添えて、「日帝侵略と植民地蛮行を謝罪する文章を朗読した」と1998年10月16日の様子を社会面トップで報じた。
記事の中では、事実とは異なる内容であるが、世羅高校の国旗問題も取り上げており「これまで五年間、“謝罪修学旅行”を許可してきた校長先生が、日帝軍国主義の象徴である日章旗掲揚や君が代斉唱に反対する教師たちと教育委員会の間で悩んだ末に自殺を選んだのだろう」という世羅高校の「謝罪旅行」を案内してきたという韓国人の声も報じた（しかし、自殺した校長の就任は報じられた韓国旅行の1年前である）。
この韓国日報の内容を翌3月6日、産経新聞が報じ、「一方的に謝罪する行為は、かえって信頼や友好を妨げる。本当の友好とは、言うべきことを言い合って築かれるものだ。日本の一部の教師が持つ思い込みや非常識さが、この修学旅行のような広島県の異常な教育の背景にある」と高橋史朗明星大教授の批判の声を載せた。
後日、産経新聞による教師への取材によると「韓国でどう報道されているかは分からないが、宣言文を読み上げる前に生徒たちが座った形で集会を開催。座ったままで黙とうした。眠たさの為、頭を下げていた生徒もいたと思う」と話していたという。
また、読み上げた宣言文の内容については、生徒たちが考えたものだという。同日の読売新聞の取材に答えた教諭の話によれば「平和学習の一環であり、謝罪旅行ではない。三・一独立運動記念碑前では、座っただけで、ひざまずいてはいない。韓国の新聞で謝罪文としているのは宣言文で、生徒が考えた。垂れ幕には『平和をつくろう、私たちの手で』と書いてあり、謝罪の言葉はない」と主張している。鎌田慧は、著書「家族が自殺に追い込まれるとき」において産経新聞の記事と、同様の内容を掲載した週刊文春3月18日号を、「死者に鞭うつ記事」であると主張したが、「謝罪旅行」として報道のもととなった韓国日報への言及はなかった。